# Davis Cup 1960
In 1960 werd het toernooi om de Davis Cup  voor de 49e keer gehouden. De Davis Cup is het meest prestigieuze tennistoernooi voor landen dat sinds 1900 elk jaar wordt georganiseerd.
Australië won voor de 16e keer de Davis Cup door in de finale Italië met 4-1 te verslaan.
De deelnemers strijden in drie verschillende regionale zones tegen elkaar. De winnaar van elke zone speelt het interzonaal toernooi. De winnaar daarvan speelt tegen de regerend kampioen om de Davis Cup.

## Finale
Australië -  Italië 4-1 (Sydney, Australië, 26-28 december)

## Interzonaal Toernooi
|  | halve finale 22-24 november | halve finale 22-24 november |  |                  | finale 9-12 december | finale 9-12 december |
|  |                             |                             |  |                  |                      |                      |
|  |                             |                             |  |                  |                      |                      |
|  | Italië                      |                             |  |                  |                      |                      |
|  | bye                         |                             |  |                  |                      |                      |
|  |                             |                             |  |                  | Italië               | 3                    |
|  |                             |                             |  | Verenigde Staten | 2                    |                      |
|  | Verenigde Staten            | 5                           |  |                  |                      |                      |
|  | Filipijnen                  | 0                           |  |                  |                      |                      |

Het interzonaal toernooi werd in Australië gehouden.

## België
België speelt in de Europese zone.
| datum      | tegenstander        | uitslag | locatie | groep   | ronde       | winst/verlies |
| ---------- | ------------------- | ------- | ------- | ------- | ----------- | ------------- |
| 12-06-1960 | Verenigd Koninkrijk | 0-5     | uit     | EUR udt | kwartfinale | v             |
| 15-05-1960 | Brazilië            | 3-2     | thuis   | EUR udt | 2e ronde    | w             |
| 01-05-1960 | Zwitserland         | 3-2     | uit     | EUR udt | 1e ronde    | w             |

België bereikte de kwartfinale van de Europese zone.

## Nederland
Nederland speelt in de Europese zone.
| datum      | tegenstander        | uitslag | locatie | groep   | ronde    | winst/verlies |
| ---------- | ------------------- | ------- | ------- | ------- | -------- | ------------- |
| 15-05-1960 | Verenigd Koninkrijk | 0-5     | thuis   | EUR udt | 2e ronde | v             |
| 01-05-1960 | Noorwegen           | 3-2     | uit     | EUR udt | 1e ronde | w             |

Nederland bereikte de tweede ronde van de Europese zone.
| niveau 1 | niveau 2 | niveau 3 | niveau 4 | niveau 5 |

Algemeen · Opzet · Finales · Winnaars 
 België ·  Nederland ·  Aruba ·  Nederlandse Antillen 

1900 · 1901 · 1902 · 1903 · 1904 · 1905 · 1906 · 1907 · 1908 · 1909 · 1910 · 1911 · 1912 · 1913 · 1914 · 1915 · 1916 · 1917 · 1918 · 1919 · 1920 · 1921 · 1922 · 1923 · 1924 · 1925 · 1926 · 1927 · 1928 · 1929 · 1930 · 1931 · 1932 · 1933 · 1934 · 1935 · 1936 · 1937 · 1938 · 1939 · 1940 · 1941 · 1942 · 1943 · 1944 · 1945 · 1946 · 1947 · 1948 · 1949 · 1950 · 1951 · 1952 · 1953 · 1954 · 1955 · 1956 · 1957 · 1958 · 1959 · 1960 · 1961 · 1962 · 1963 · 1964 · 1965 · 1966 · 1967 · 1968 · 1969 · 1970 · 1971 · 1972 · 1973 · 1974 · 1975 · 1976 · 1977 · 1978 · 1979 · 1980 · 1981 · 1982 · 1983 · 1984 · 1985 · 1986 · 1987 · 1988 · 1989 · 1990 · 1991 · 1992 · 1993 · 1994 · 1995 · 1996 · 1997 · 1998 · 1999 · 2000 · 2001 · 2002 · 2003 · 2004 · 2005 · 2006 · 2007 · 2008 · 2009 · 2010 · 2011 · 2012 · 2013 · 2014 · 2015 · 2016 · 2017 · 2018 · 2019 · 2020-2021 · 2022 · 2023 · 2024 · 2025